# 索斯兰·拉莫诺夫
索斯兰·柳德维科维奇·拉莫诺夫（俄语：Сосла́н Лю́двикович Рамо́нов，1991年1月1日—）是一名俄罗斯自由式摔跤运动员，2016年奥运会重量级65公斤级冠军，俄罗斯和世界锦标赛冠军和奖牌获得者，欧洲国家杯冠军，世界杯奖牌获得者。俄罗斯荣誉体育大师。奥塞梯人。